# Hussein Fardust
Hussein Fardust ou Hossein Fardoust (1917, Téhéran - 1987) était un général d'armée iranien.

## Biographie
Hossein Fardoust est né en 1917 à Téhéran. Son père, sergent de la gendarmerie nationale, accepte toutes les missions afin d'arrondir ses fins de mois. Il est inscrit à l'École Primaire Militaire de Téhéran réservée aux enfants du personnel de l'armée. Là, il est sélectionné pour faire partie des élèves qui vont étudier dans une classe organisée au sein du palais avec le prince héritier Mohammad Reza. Des liens d'amitié se nouent entre le prince, futur Shahanshah, et Hossein Fardoust. Hossein devient le confident du prince héritier et il est choisi (avec le fils de Abdolhossein Teymourtash, ministre de la Cour), pour accompagner le prince héritier à l'école Le Rosey à Rolle, en Suisse (1931).
En 1936, il entre en compagnie du prince héritier à l'École militaire de Téhéran. Après l'École militaire, il occupe différents postes sans grande importance à Téhéran, en restant toujours proche de Mohammad Reza qui est devenu Shah après l'occupation de l'Iran par les alliés et l'abdication forcée de son père. Il enseigne à l'école militaire et à l'École de Guerre. En 1959, il est envoyé à Londres pour un stage auprès du Special Bureau afin de créer une organisation similaire en Iran. Le rôle de ce bureau britannique est de préparer des bulletins quotidiens de 2 à 4 pages pour la reine et le premier ministre afin de les informer de tous les événements internationaux, politiquement et économiquement importants.
À son retour en Iran, Fardoust crée un bureau sur le même modèle. Il sélectionne ses collègues parmi les cadres de l'armée. Ce sont ces officiers triés sur le volet qui occuperont un certain nombre de postes sensibles dans les années à venir. En 1961, tout en restant chef du Daftār-e Vijeh (« bureau spécial »), Fardoust devient le numéro 2 de la SAVAK. À partir de 1972, il cumule ces 2 fonctions avec celle du directeur du Service de l'Inspection Impériale. Avec ces 3 organismes, il a la mainmise totale sur l'ensemble des services secrets et de la police. En 1979, il ne s'oppose pas aux 17 chefs des forces armées qui signent la fameuse déclaration de la neutralité de l'armée. Fardoust, malgré les postes importants qu'il a occupés sous le régime impérial, reste en Iran. Il est arrêté mais à la surprise générale, il n'est pas condamné à mort. Il reste quelque temps en prison, et selon les rumeurs les plus admises, il collabore avec le régime islamique afin de mettre en place l'organisation qui remplace la SAVAK, la SAVAMA.

## Sources
- Hossein Fardoust, Zohour va soghout-e saltanat-e Pahlavi (« Apparition et chute de la monarchie Pahlavi »), Etela'at Publishing, Téhéran, 2 volumes, 1990
- Issa Pejman, Assar-e Angosht-e Savak vol. 1, Nima Publishing, Paris, février 1994